# Felipe Benicio Alfau
Felipe Benicio Alfau y Bustamante (Santo Domingo, Partido de la Capital, 22 de agosto de 1818-Sevilla, Provincia de Sevilla, 4 de octubre de 1878), más conocido como Felipe Alfau, fue un militar, masón, febrerista, político y diplomático hispano-dominicano, cofundador de La Trinitaria, sociedad secreta creada por Juan Pablo Duarte, donde adoptó el seudónimo Simón y era considerado hombre de confianza de Pedro Santana, lo que le ganó la antipatía de los baecistas, quienes lo apodaron El Temerario.
En el ámbito militar en la República Dominicana, alcanzó altos rangos en el Ejército dominicano y, en la escena política, fue diputado brevemente en 1854, senador de 1855 a 1857 y gobernador de la Provincia de Santo Domingo en 1847-1848 y 1858. Como primer embajador de la República Dominicana en España, negoció en Madrid un protectorado español para el país en 1859. Posteriormente, tras la anexión de su país a España, la reina Isabel II le recompensó con la Orden de Isabel la Católica, la distinción de gentilhombre de cámara y el rango de mariscal de campo del Ejército español.
Tras la guerra de la Restauración, se estableció en la España peninsular junto a sus hijos, entre ellos Felipe Alfau Mendoza, quien alcanzó el grado de general en 1908, y su hermano, Antonio Abad Alfau. En la península, ocupó cargos como gobernador militar en Madrid, La Coruña, Cádiz y Sevilla, y fue nombrado académico honorario de la Academia de Arqueología y Geografía de Madrid. Falleció en Sevilla el 4 de octubre de 1878 mientras ejercía como gobernador militar de la provincia y la ciudad.
Por su participación en la guerra de independencia dominicana, la decimoctava promoción de la Academia Militar Batalla de Las Carreras (1976-1979) recibió el nombre de General Felipe Alfau.

## Biografía

### Orígenes y Familia

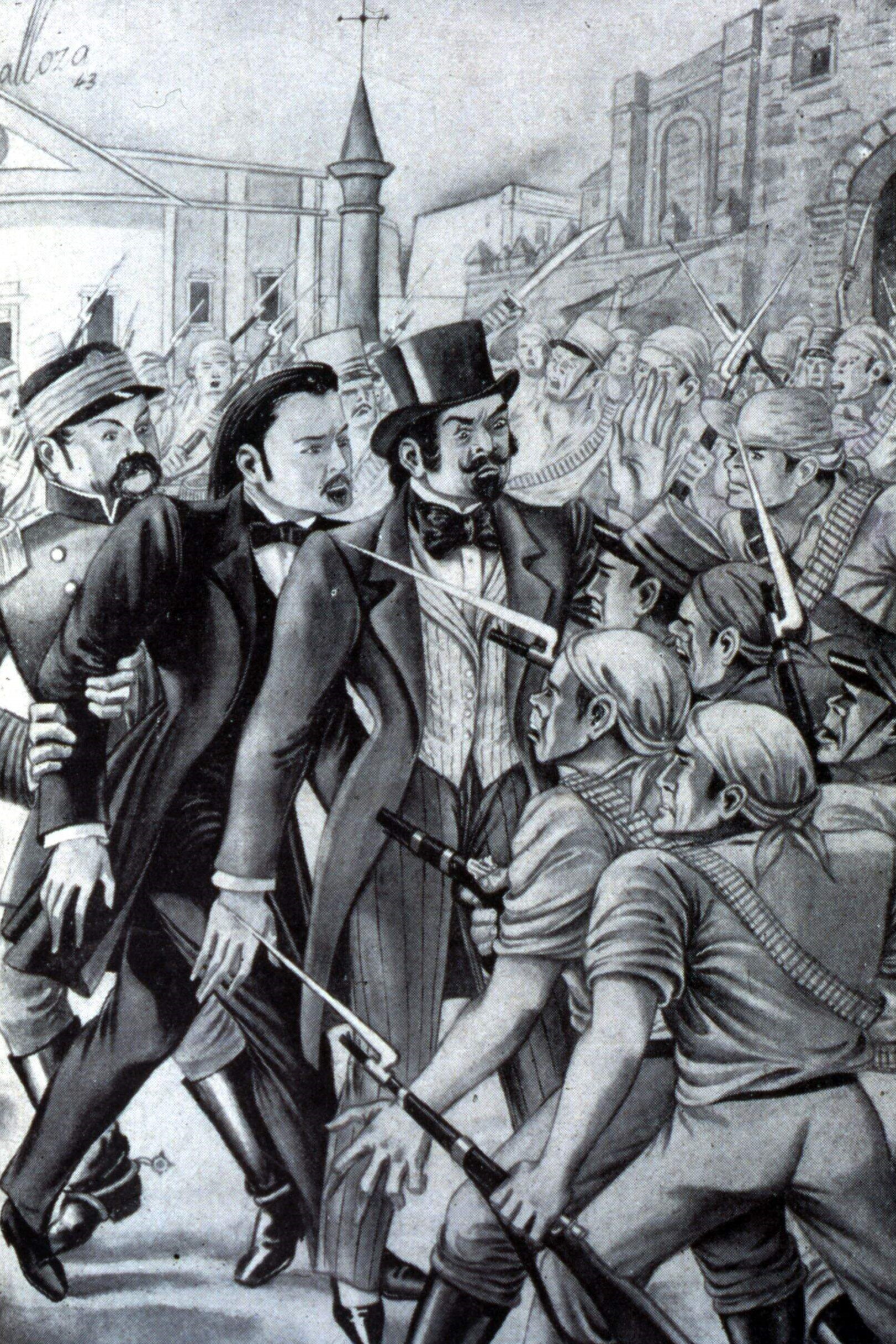
Felipe Alfau salva de ser linchado por oficiales de Pedro Santana a su colega trinitario Juan Isidro Pérez.

Felipe Benicio Alfau y Bustamante nació el 22 de agosto de 1818 en la ciudad de Santo Domingo, hijo de María del Carmen Bustamante López (1798-1835), originaria de la misma ciudad, y de Julián Alfau Páez (1786-1852), un venezolano de Guayana, primo del caudillo llanero José Antonio Páez, quien sería más tarde presidente de Venezuela. Julián Alfau, hijo de Joaquín Baldomero Alfau y Ana María Páez y Mendoza, quienes provenían de familias con raíces en las islas Canarias, emigró a Santo Domingo en 1804, donde se casó en dos ocasiones: primero con María Bustamante en 1815 y luego con Rudesinda Sánchez en la década de 1830. Julián Alfau falleció en Higüey el 28 de mayo de 1852. En esa misma ciudad, murieron también dos de sus hijos: Julián, asesinado el 24 de diciembre de 1864 frente al Santuario de San Dionisio por un antiguo exesclavo de la familia, y José Joaquín (1837-1881), quien fue senador por El Seibo en 1878. Además, tuvo otro hijo, Antonio Abad (1817-1871), quien fue cercano compañero de Felipe, y ambos fueron conocidos como "Los hermanos Alfau". Felipe fue bautizado el 2 de septiembre de 1818 por el presbítero Juan Ruiz, párroco de la Iglesia de Santa Bárbara.

### Carrera política y militar en Santo Domingo
Con la ocupación haitiana de Santo Domingo, fue forzado a enlistarse en el Ejército haitiano debido a la implementación del servicio militar obligatorio impuesto por el poder ocupante. El 6 de enero de 1838, fue sometido a juicio por agredir al subteniente Hipólito Tranquil.
El 16 de julio de 1838, Juan Pablo Duarte fundó la sociedad secreta La Trinitaria con el propósito de derribar la ocupación haitiana. Felipe Alfau y Bustamante fue uno de los cofundadores, junto con Juan Isidro Pérez de la Paz, Pedro Alejandro Pina, Jacinto de la Concha, Benito González, Juan Nepomuceno Ravelo, Félix María Ruiz, Juan Alejandro Acosta y José María Serra de Castro.
Para 1843, Felipe Alfau figuraba como miembro de la secta de la francmasonería, perteneciendo a la Logia Constante Unión No. 8, que fue fundada en 1822. En agosto de dicho año, brindó su ayuda para ocultar a Duarte mientras era perseguido por el gobierno haitiano. Después, cuando Duarte tuvo que irse al exilio, Alfau fue nombrado jefe y coronel de la Guardia Nacional de Haití en Santo Domingo, cargo que había tenido Duarte. En noviembre de 1843, el coronel Alfau agredió a golpes al militar negro Eugenio Contreras por una falta, lo que provocó un desorden con varios heridos. La acción de Alfau causó tanto desagrado entre los negros que dijeron «en tierra de negros no debe haber fuete».
Fue partícipe activamente en el proceso independentista dominicano. Fue firmante del manifiesto del 16 de enero de 1844 y participó en el histórico pronunciamiento de Santo Domingo el 27 de febrero de 1844 que dio lugar a la proclamación de la Primera República Dominicana. Tomó parte en las primeras batallas de la guerra de independencia, como la del 19 de marzo y El Memiso, y dirigió personalmente en el combate del Pinal el 30 de abril de 1844. El 2 de junio de 1844 fue ascendido a coronel, por el general Pedro Santana, general en jefe del Ejército del Sur, y agregado a su Estado Mayor.
El 13 de julio de 1844, Pedro Santana fue proclamado dictador con el título de Jefe Supremo. Dos días después, surgió una disputa entre el duartista Juan Isidro Pérez, miembro de la Junta Central Gubernativa, y el santanista Juan Ruiz. La controversia giraba en torno a si la proclamación de Santana como Jefe Supremo implicaba la disolución de la Junta. Ruiz sostenía que sí, mientras que Isidro Pérez rechazaba esta interpretación. La disputa escaló velozmente, al punto de que se temió un choque armado entre ambos. Santana, quien se encontraba cerca, intervino personalmente para apaciguar la situación, pero fue entonces cuando Pérez le dijo: «Si Roma tuvo un Bruto, Santo Domingo también lo tiene». Con estas palabras, Pérez hacía una referencia directa a Marco Junio Bruto, uno de los principales conspiradores en el asesinato del dictador romano Julio César, sugiriendo veladamente la posibilidad de una conspiración contra Santana. La declaración alarmó profundamente a los oficiales del Jefe Supremo, quienes interpretaron la frase como un indicio de un complot y rápidamente alertaron al pueblo sobre un supuesto intento de asesinato contra Santana. En medio de la tensión, Alfau logró proteger a Pérez de ser linchado, llevándolo al consulado francés, donde pudo refugiarse.
El 23 de julio del mismo año, fue ascendido a general de brigada por Santana, quien ahora presidía la Junta Central Gubernativa. Más tarde, en diciembre de ese mismo año, participó en la batalla de Cachimán.
Fue uno de los fundadores de la asociación patriótica Amigos del País, creada por Manuel María Valencia el 30 de mayo de 1845. En principios de junio de 1845, sofocó una rebelión en San Cristóbal y se incorporó al teatro de operaciones en el Sur donde derrotó a las tropas haitianas junto a Antonio Duvergé, jefe del Ejército del Sur. Participó activamente en las acciones de guerra de ese mes, haciéndose notar en la dirección del asalto al Fuerte de Cachimán, el 17 de junio, y en la toma de Las Caobas, el 19 de junio. En julio de 1845, Santana lo nombró general en jefe del Ejército de Operaciones del Norte (Cibao) y le pidió que trabajara con el general Francisco Antonio Salcedo para defenderse de las tropas haitianas, dirigidas por el presidente de Haití, Jean-Louis Pierrot. En octubre de ese año, fueron vencedores en la batalla de Beler, en Dajabón, y obligaron a los haitianos a retirarse a su país.
El 9 de marzo de 1847, alcanzó el rango de general de división, y en noviembre de ese mismo año, fue nombrado jefe superior político de la Provincia de Santo Domingo. A lo largo de los años, ocupó también diversas veces el cargo de gobernador político de la misma provincia y fue posteriormente designado Jefe Superior de la Alta Policía del Estado.
En mayo de 1849, respaldó el pronunciamiento de Santana y el Ejército del Sur contra el presidente Manuel Jimenes, participando en el asedio de Santo Domingo que culminó con su derrocamiento. En febrero de 1853, fue nombrado ministro de Guerra y Marina, aunque rechazó dicho cargo. En 1854, fue brevemente diputado y elegido como el primer vicepresidente electo de la República Dominicana, aunque también rechazó el puesto. Se dice que Alfau no aceptó los cargos porque no se llevaba bien con Santana desde 1849. Sin embargo, Emilio Rodríguez Demorizi cree que la verdadera razón fue que Alfau estaba bien económicamente y podía rechazar cualquier puesto, algo que también hicieron otros burgueses como Santiago Espaillat, quien rechazó ser presidente. Entre 1855 y 1857, ocupó un escaño en el Senado Consultor representando a la Provincia de Santo Domingo y votó en contra de un proyecto de ley que otorgaba al presidente Santana el usufructo de la isla Saona por 50 años, pero terminó aprobándolo tras una nueva votación.
En diciembre de 1855, frente a la nueva invasión de Faustino I de Haití, Santana le ordenó trasladarse al Cibao para dirigir las operaciones militares del Ejército del Norte contra el invasor, y el general de división Alfau tomó las armas, logrando una victoria en la batalla de Sabana Larga en enero de 1856.
El conflicto que siguió a la renuncia de Santana en mayo de 1856, que fue causado por la crisis generada por la matrícula de Segovia —un asunto alimentado por el cónsul español Antonio María Segovia y el expresidente exiliado Buenaventura Báez— llegó hasta el Senado Consultor. El 26 de julio de 1856, el expresidente Santana envió a Miguel Lavastida como emisario ante el Senado para expresar su disposición a fomentar la reconciliación nacional
El 31 de julio, el general Alfau presentó una solución para restablecer la paz entre Santana y el general Báez, quienes habían roto relaciones desde 1853. Su propuesta consistía en que Báez, al regresar al país, se comprometiera a no intervenir en la política salvo por convocatoria legal y a trabajar por la unidad nacional. La iniciativa fue aceptada por los senadores y contó con la mediación de los cónsules de Francia, Inglaterra y España.
El 6 de agosto de 1856, el Senado recibió una carta de Santana confirmando su disposición a reconciliarse, y Báez también aceptó los términos. Sin embargo, Báez no cumplió con lo pactado y participó en las elecciones vicepresidenciales, resultando ganador. Apenas asumió el cargo, el presidente Manuel de Regla Mota dimitió en octubre de 1856, lo que permitió a Báez ocupar nuevamente la presidencia. En enero de 1857, Báez desterró a Santana del país.
El 7 de julio de 1857, los sectores élite de Santiago se alzaron contra el gobierno de Báez, formando un gobierno paralelo que marcó el inicio de la primera guerra civil dominicana. Frente a esta rebelión, Alfau se refugió en un consulado extranjero en julio de 1857, dejando su puesto como senador. Posteriormente, se exilió en la isla de Puerto Rico y luego en la isla danesa de Santo Tomás, donde también se encontraba Santana. Poco después, regresó al país junto con Santana.

Busto de Felipe Alfau en el Parque Independencia de Santo Domingo, República Dominicana.

El 15 de agosto de 1858, fue designado por Santana como gobernador político interino de Santo Domingo. En las elecciones presidenciales de enero de 1859, Alfau obtuvo 5 votos, y en las vicepresidenciales, 3 votos. Al final, Santana ganó la presidencia y su hermano Antonio ganó la vicepresidencia.

### Involucramiento en la Anexión a España
El 7 de mayo de 1859, fue nombrado Delegado del Gobierno en el Cibao por el presidente Santana, y tan solo 13 días después, y el 20 de mayo de ese mismo año, fue designado Enviado Extraordinario y Ministro Plenipotenciario de la República Dominicana en España.
El 19 de julio de 1859, Alfau solicitó urgentemente una reunión con el ministro de Estado de España, Saturnino Calderón Collantes, antes de su partida hacia el Palacio Real de La Granja de San Ildefonso. Ante la falta de respuesta, envió al secretario de la Legación dominicana, José Álvarez de Peralta, el 25 de julio, para concretar la cita. Finalmente, el 28 de julio, se celebró la conferencia en La Granja, donde Álvarez presentó propuestas dominicanas para establecer un protectorado bajo la Corona española, que incluían compromisos mutuos.
España garantizaría la independencia y la integridad territorial dominicana frente a amenazas externas, actuando como mediador exclusivo del país en conflictos internacionales y como árbitro único en cuestiones diplomáticas. Además, intervendría militarmente para proteger la independencia y la integridad del país, apoyaría la fortificación de puntos estratégicos como las bahías de Samaná y Manzanillo, enviando armamento y recursos, con el compromiso de que la República Dominicana reembolsara estos gastos. España también ofrecería instructores militares de las islas de Cuba y Puerto Rico para entrenar a las fuerzas armadas dominicanas y permitiría la residencia de soldados de esas islas en territorio dominicano tras su servicio, integrándolos al ejército local o destinándolos a trabajos productivos, con tierras a su disposición. Asimismo, fomentaría la inmigración de colonos españoles para poblar la República Dominicana.

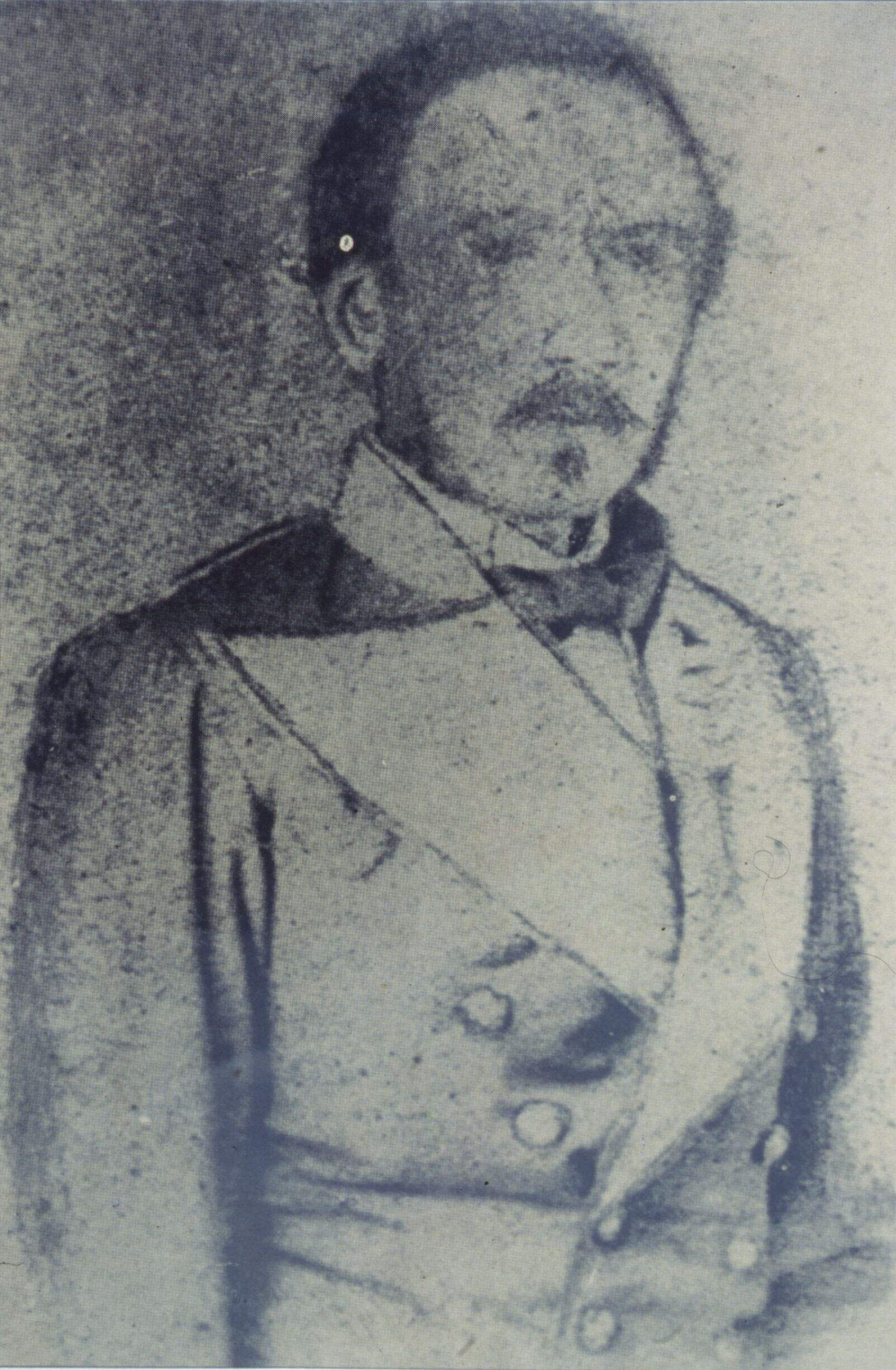
Retrato de Felipe Alfau.

Por su parte, la República Dominicana asumiría compromisos similares, como no firmar tratados de alianza sin el consentimiento español, concedería terrenos y recursos para la construcción de un astillero en la bahía de Samaná, y permitir la explotación maderera temporal para abastecer dicho astillero. Además, la República se comprometería a no arrendar recursos ni infraestructuras a otras naciones sin la autorización española y a asumir la deuda contraída por la compra de armamentos y fortificaciones, con un plan de amortización flexible y sin intereses.
El ministro Calderón Collantes mostró una actitud favorable hacia varias de las propuestas, aceptando las tres primeras condiciones y comprometiéndose a brindar asistencia militar e inmigración a corto plazo. Sin embargo, no se alcanzó un acuerdo sobre la concesión de recursos para el astillero en Samaná.
Pese a las discrepancias, España reafirmó su compromiso de apoyar militarmente a la República Dominicana, enviando pertrechos, buques de guerra y agentes consulares para respaldar al presidente Santana. También aceptó enviar oficiales y sargentos para entrenar las fuerzas armadas dominicanas.
El 19 de septiembre de 1859, Alfau envió una nota a Calderón, insistiendo en la necesidad de avanzar en lo acordado y solicitando suministros militares adicionales, incluidos carabinas y sables. Destacó la urgencia de fortificar los puertos de Manzanillo y Samaná debido a su cercanía con la capitanía general de Cuba y los riesgos para la estabilidad de la República Dominicana, a la vez que recordaba los compromisos no formalizados entre ambos gobiernos.
También intervino en cuestiones diplomáticas relacionadas con la Iglesia católica, destacándose en el nombramiento de Antonio Cerezano como arzobispo electo de Santo Domingo. Aunque ya había sido decidido en la Santa Sede, la formalización dependía de las bulas papales. El 23 de septiembre de 1859, Miguel Lavastida, ministro de Relaciones Exteriores, expresó la preocupación del Gobierno dominicano por el retraso de las bulas, a pesar de la aprobación papal. Lavastida solicitó a Alfau que intercediera ante el nuncio apostólico de España para agilizar el proceso. En enero de 1860, el nuncio comunicó a Alfau la confirmación del nombramiento de Cerezano, quien, sin embargo, fallecería el 12 de julio de 1860 en la capitanía general de Puerto Rico antes de tomar posesión de la arquidiócesis de Santo Domingo.
El 14 de febrero de 1860, Alfau fue llevado ante la presencia de la reina Isabel II de España en el Palacio Real de Aranjuez, donde, evocando la guerra de la Reconquista, expresó: «Como colonia de España hizo Santo Domingo por ella, a principios del siglo, tales sacrificios, que la historia los recuerda como ejemplo inimitable de fidelidad, abnegación y afecto, y aunque libre, independiente y soberano, no ha cambiado de sentimiento respecto de ella ni de su gloriosa dinastía, pues si ha sido leal como colonia, lo es y quiere serlo como aliado a su antigua Metrópoli, siempre fiel y agradecido». Estas palabras agradaron a la reina, y en ese mismo día, Alfau tuvo el honor de conocer a Francisco de Asís de Borbón, esposo de la reina y rey consorte.
El 27 de abril de 1860, el presidente Santana envió una carta a Isabel II, en la que manifestaba su interés no solo en un protectorado, sino en la plena anexión del país a España. El general Leopoldo O'Donnell y Jorís, presidente del Consejo de Ministros de España y líder del partido Unión Liberal, quien recientemente había triunfado en la batalla de Tetuán durante la guerra de África, mostró interés en la propuesta dominicana.
Por otro lado, la emigración, inicialmente una idea, tomó forma concreta en mayo de 1860, cuando Alfau tuvo la autorización dominicana para poner en marcha su plan para fletar un barco desde el puerto de Alicante. El propósito era transportar armamento y colonos, incluidos maestros y oficiales de artes y oficios, hacia la República Dominicana. El gobierno español facilitó el vapor de guerra Velasco para trasladar los materiales bélicos, maestros y oficiales, mientras se gestionaba el transporte de más emigrantes mediante la urca Santa María. Esta operación, dejó a la Legación dominicana en Madrid con importantes deudas.
El 10 de julio de 1860, el Velasco zarpó con 78 colonos, expertos en artes y oficios, entre los cuales se encontraban instructores militares seleccionados por Alfau, y los generales Leopoldo O'Donnell y Jorís y Antonio Ros de Olano. También se transportaron armamentos como fusiles, carabinas rayadas y piezas de artillería. El número de emigrantes aumentó gracias a la utilización de la Santa María, lo que permitió trasladar más colonos y equipo militar. Entre 1860 y 1861, un total de 305 inmigrantes llegaron a la isla. La llegada de estos colonos fue fundamental para la creación de la primera academia militar del país el 24 de agosto de 1860 y la fundación del periódico El Correo de Santo Domingo.
En las negociaciones entre los gobiernos español y dominicano, fue clave el papel jugado por el general Francisco Serrano, capitán general de Cuba. Comisionó primero a Joaquín Gutiérrez de Rubalcaba y luego a Antonio Peláez para evaluar las condiciones en la República Dominicana. Tras una reunión con Santana en Los Llanos el 12 de octubre de 1860, Peláez presentó un plan que incluía la opción de un protectorado o, más drásticamente, la anexión. A finales de octubre, regresó a la isla de Cuba con Pedro Ricart y Torres, el ministro de Relaciones Exteriores dominicano, quien debía presentar los términos definitivos al capitán general cubano.
Lo que se envió a la Corte española fue que, con la anexión, España respetaría las libertades individuales, prohibiría la esclavitud y otorgaría al territorio dominicano plenos derechos como provincia española. En cambio, bajo un protectorado, España aseguraría la integridad territorial del país según el tratado de Aranjuez de 1777, proporcionaría apoyo militar contra posibles agresiones haitianas y de colonos peninsulares o canarios.
La respuesta de la Corte no se hizo esperar, y en diciembre de 1860, Leopoldo O'Donnell y Jorís señaló a Francisco Serrano que no era el momento adecuado para una anexión inmediata. Consideró que las circunstancias eran desfavorables, y que un protectorado traería consigo los mismos problemas de una anexión, pero sin los beneficios de esta última. No obstante, sugirió que se esperara al menos un año antes de tomar una decisión definitiva. Leopoldo O'Donnell dejó claro que, si la anexión debía ocurrir, debía ser un acto espontáneo, sin intervención militar española y con el consentimiento unánime del pueblo y las autoridades dominicanas.
El gobierno dominicano, consciente de la urgencia de la situación, continuó presionando por la anexión, logrando finalmente el 18 de marzo de 1861 la unión formal de la Provincia de Santo Domingo con España, marcando el fin de un periodo de independencia que había comenzado en 1844.

El 6 de abril de 1861, Haití se convirtió en el primer país en oponerse a la anexión de la Santo Domingo a España. Esta postura resulta curiosa, ya que la política haitiana fue uno de los factores que impulsaron a Santo Domingo a buscar dicha anexión. El 8 de abril, Alfau se presentó nuevamente ante la reina Isabel II en Madrid, y el 21 de abril, informó a Santana, quien ya no era presidente de la República, sino capitán general de Santo Domingo, lo siguiente: «El general haitiano Dupuy se halla en esta Corte; ha venido para suplicar a este Gobierno que medie en los asuntos de su país y el nuestro. Ha llegado tarde. Haití ya no tendrá nada que ver con Santo Domingo, sino con España».
El 8 de junio de 1861, partió hacia Santo Domingo, realizando una escala en Francia e Inglaterra. En agosto de 1861, estuvo brevemente en la capital dominicana, donde el capitán general de Cuba, al visitar el país, tuvo una mala impresión de Santana. Alfau, decidido a contrarrestar las influencias contrarias de Serrano, se dirigió nuevamente a la Corte española. El 11 de septiembre de 1861, Isabel II lo nombró mariscal de campo por real decreto. A finales de ese año, en diciembre, fue condecorado con la Orden de Isabel la Católica, y en enero de 1862 recibió la distinción de gentilhombre de cámara por otro real decreto de la reina.
Durante esa estancia en Madrid, el mariscal de campo Alfau mantuvo contacto con Emilia Serrano, baronesa de Wilson. La escritora española María del Pilar Sinués sugirió que fue uno de sus muchos amantes, aunque la historiadora Pura Fernández argumenta que su relación fue estrictamente amistosa y políticamente interesada. En ese mismo año, el mariscal Alfau fue asignado a las órdenes del capitán general de Cuba, quien lo nombró gobernador civil y militar interino de Matanzas. Luego regresó a la península y, desde Madrid, partió a Santo Domingo para unirse a la guerra de la Restauración contra los independentistas.
El 4 de febrero de 1864, llegó a Santo Domingo con sus cuatro hijos y Carlos Palanca en el vapor Isabel la Católica. Cinco días después, se desplazó hacia Cuba a bordo del Europa para participar en la expedición de Monte Cristi organizada por el general José de la Gándara. En el mismo barco viajaba también Pedro Valverde y Lara, exgobernador civil del Distrito de Santo Domingo, quien, por oponerse de forma velada a la causa española, fue destinado al confinamiento en el Castillo de Santa Catalina (Cádiz). El 31 de marzo de 1864, regresó a Santo Domingo junto con José de la Gándara, quien asumió el cargo de capitán general de Santo Domingo.
En junio de 1864, Alfau participó en el funeral de su amigo Santana, y el mando de las tropas que este comandaba le fue confiado. Ese mismo año, fue nombrado gobernador civil del Distrito de Santo Domingo y, en marzo de 1865, también gobernador militar. Mantuvo este cargo hasta la retirada de las tropas españolas de la isla en julio de 1865, momento en el que regresó a Cuba, desde donde posteriormente partió hacia Vigo y luego a Madrid.

### Matrimonio, descendencia y últimos años
En la España peninsular, Alfau inició una exitosa carrera militar al servicio de la corona. El 22 de junio de 1866, durante los primeros momentos de la sublevación del cuartel de San Gil, se presentó con sus tres hijos ante O'Donnell, otra vez jefe del Gobierno de España, solicitando ser destinado a combatir en favor del orden público. El 6 de octubre de 1866, Isabel II lo nombró segundo cabo de la capitanía general de Galicia y gobernador militar de la Provincia y Plaza de La Coruña, cargo que ocupó hasta el 11 de agosto de 1867.
En 1868, la Revolución Gloriosa lo sorprendió mientras ocupaba el puesto de gobernador militar de Madrid y tuvo que hacer frente a un motín popular de carácter antisabelino. Durante la defensa del Palacio Real, su hijo Antonio Alfau Baralt sufrió una herida en una pierna que lo incapacitaría permanentemente para la carrera militar.
Años más tarde, Felipe Alfau fue nombrado gobernador militar de la Provincia y Plaza de Cádiz el 21 de junio de 1872 por Amadeo I de Saboya, ocupando este puesto hasta su dimisión el 5 de agosto de ese mismo año. Posteriormente, Emilio Castelar, presidente de la República Española, mediante un decreto del 19 de octubre de 1873, lo designó segundo cabo de la capitanía general de Andalucía y gobernador militar de la Provincia y Plaza de la ciudad de Sevilla. Aunque brevemente relevado de sus funciones por Antonio Cánovas del Castillo tras la restauración borbónica, fue restituido en su cargo el 13 de marzo de 1875 por el rey Alfonso XII. Uno de sus últimos actos oficiales fue participar en la recepción a la exreina Isabel II el 17 de octubre de 1876, quien estaba exiliada desde la Revolución de 1868.
Felipe Alfau contrajo dos matrimonios a lo largo de su vida. Su primera esposa, María Josefa Baralt Galván (1825-1908), nació en Santo Domingo. Hija de Miguel Antonio Jerónimo Baralt Sánchez y María Candelaria Galván Cordero, y hermana del novelista Manuel de Jesús Galván, autor de Enriquillo, y del académico venezolano Rafael María Baralt, miembro de la Real Academia Española. Falleció el 21 de marzo de 1908 en Guernica y Luna, Vizcaya.
A los 55 años, el 3 de diciembre de 1873, Alfau se casó con María Elena Lalaurie y Peraza, una joven cubana 27 años menor que él, hija de Leonardo Lalaurie y Dionisia Peraza. Conoció a Lalaurie durante su mandato como gobernador de Sevilla. El matrimonio civil, celebrado bajo las leyes de la Primera República Española, tuvo lugar con Alfau registrado como viudo de su primera esposa. Sin embargo, existió un vacío en los registros que confirmaran su viudez, por lo que el capitán general de Andalucía, Carlos García de Tassara, emitió un certificado falso afirmando que María Josefa Baralt había fallecido en julio de 1853, lo que facilitó el segundo matrimonio. Este hecho constituye un claro caso de bigamia, pues la primera esposa seguía viva, como lo demuestra su partida de defunción, fechada el 21 de marzo de 1908. La falsificación de documentos permitió que el matrimonio civil y el sacramental se celebraran sin problemas.
Tuvo cinco hijos reconocidos de distintas relaciones:
- Cristóbal Alfau Casado (1841-1874): Hijo de María de los Reyes Casado. Coronel del Ejército español, murió en Cuba en 1877 durante la guerra de los Diez Años.
- Miguel de Las Mercedes Alfau Beltrán (1845-1932): Hijo de Ana Polonia Beltrán. Fue militar y ocupó cargos judiciales en Santo Domingo. Murió en San José de Ocoa.
- Antonio Abad Alfau Baralt (1847-1919): Hijo de Josefa Baralt. Alcanzó el rango de comandante y fue padre de Jesusa Alfau Galván de Solalinde, novelista. Murió en Nueva York.
- Felipe Alfau Mendoza (1848-1937): Hijo de Rosa Josefa Mendoza y Pineda. Tomó parte en la guerra de la Restauración, la tercera guerra carlista, la guerra de independencia cubana y la guerra de Melilla. Por sus méritos, recibió numerosas condecoraciones, como la Gran Cruz de la Real y Militar Orden de San Hermenegildo, Gran Cruz de la Orden del Mérito Militar, Gran Cruz de la Orden Militar de María Cristina y la segunda clase de la Orden al Mérito Militar de Baviera. Ascendió al rango de teniente general, fue capitán general de Cataluña y el primer Alto Comisario de España en Marruecos. Falleció en Casablanca, Protectorado español de Marruecos, durante la guerra civil española.
- Altagracia Alfau Baralt (1851-1939): Única hija de su matrimonio con Josefa Baralt. Falleció en Rabat, Marruecos.

A pesar de su vida dedicada al ámbito militar y político, Felipe Alfau también se preocupó por la educación de sus hijos, enviándolos a un prestigioso colegio francés. Sus frecuentes viajes a París, relacionados con asuntos familiares, dieron pie a rumores de conspiración contra la Corona española, aunque estos fueron desmentidos.
Felipe Benicio Alfau falleció el 4 de octubre de 1878. Al día siguiente, se celebró su misa de réquiem en la Iglesia del Sagrario, con la presencia del capitán general de Andalucía, Miguel Trillo Figueroa, y su familia. Recibió los honores militares correspondientes. Tras la ceremonia, el cuerpo fue conducido al cementerio de San Fernando, donde fue enterrado. El 16 de marzo de 1891, sus restos fueron exhumados y, presumiblemente, trasladados a un osario colectivo, perdiéndose así todo rastro de este notable militar dominicano.